# Louis Simonin
Pour les articles homonymes, voir Simonin.
Lambert Marius Laurent Louis Simonin (Marseille, 22 août 1830 - Paris, 15 juin 1886) est un ingénieur et explorateur français.

## Biographie
Ancien élève du Lycée Thiers, ingénieur des Mines, professeur de géologie à l’École centrale d'architecture de Paris, il fait des recherches sur les mines d'or françaises puis, en 1859, est chargé d'une mission en Californie pour y étudier les mines. Il lui est aussi simultanément attribué un poste d'enseignant à Santiago au Chili.
Il part ainsi du Havre le 5 avril 1859 et, après un passage à La Havane, Panama et New York, arrive à San Francisco le 2 juin. Après deux semaines dans la ville, il visite les placers aurifères de Coulterville et Maxwell Creek puis de Pena Blanca, Big Oak Flat et Marble Spring avant de se lancer vers le nord de la Californie.
Après Sacramento, il passe à Folsom et étudie les sites de Auburn, Grass Valley et Marysville avant de revenir à Sacramento. En novembre, il parcourt en bateau les côtes californiennes et s'arrête à Monterey et Santa Barbara puis Los Angeles et vers le nord Port Trinidad et Crescent City.
Le 4 décembre 1859, il gagne le Chili par Mazatlán, San Blas, Manzanillo, Acapulco et Unión. Après Panama, où il demeure quinze jours en attente d'un navire, il gagne Buenaventura, Guayaquil, Paita et Lambayeque avant d'atteindre Callao, Valparaiso et Santiago (janvier 1860) où il prend son poste de professeur à l'Institut national. Mais, déçu de cette fonction, il démissionne en avril.
Il visite alors les îles Chincha et ses gisements de guano, traverse l'isthme de Panama et revient à Southampton en juin 1860.
De février à juillet 1861, il voyage à Madagascar, à La Réunion et à l'île Maurice puis, en 1867, chargé d'enquêter par les ministères du Commerce et de l'Industrie, repart de Brest pour les États-Unis. Il se lance alors à l'assaut du Far West.
Il passe à Rochester, voit les chutes du Niagara, atteint Détroit puis le 30 septembre est à Chicago. À partir d'Omaha, il remonte la Platte River et arrive à Julesburg le 2 octobre où il prend la diligence de l'Overland Mail à destination de Denver et des mines du Colorado. Les voyageurs sont escortés par six soldats et eux-mêmes sont fortement armés.
A Cheyenne, il rencontre les Peaux-Rouges puis, avec un convoi militaire, gagne Fort Laramie où il rend visite aux Sioux et étudie leur village et leurs mœurs. En novembre, Simonin assiste à la commission de paix rassemblant militaires, agents aux affaires indiennes et représentants de la tribu des Corbeaux, réunion qui se solde par un échec.
Avec le vicomte d'Aulan, membre de la légation de France à Washington, Simonin part le 1er septembre 1868 pour une traversée est-ouest des États-Unis. Il visite alors Baltimore, Philadelphie, Pittsburgh et Chicago puis Omaha et Benton avant de franchir les Rocheuses à 2 520 m d'altitude. Par la diligence de la Wells Fargo, on passe, toujours armés, au milieu des tribus indiennes encore en guerre. Salt Lake City est enfin atteinte le 11 septembre. Simonin y visite le Tabernacle et y rencontre Brigham Young. Il effectue aussi quelques fouilles archéologiques dans les tumuli mortuaires des Indiens Utes puis, par la diligence, repart le 19 septembre pour Austin où il doit visiter les mines du Nevada.
A Truckee, il reprend le train qui passe la Sierra Nevada et arrive à San Francisco le 26 septembre. En octobre et novembre, il y étudie les nouvelles mines découvertes depuis son précédent passage et regagne l'Europe en mars 1869 après être passé, par le canal de Panama, à la Jamaïque, Cuba, les îles Bahamas, Saint-Louis, La Nouvelle-Orléans et enfin New York.
La conférence que Louis Simonin a donnée en 1876 et qui a servi de support à un spectacle présenté en 1980 par le centre d'animation culturelle de Douai au Forum des Halles à Paris, est « un hymne marqué par une idéologie. (...) Hymne au charbon, au «diamant noir», et surtout au «soldat de l'abîme», le mineur, «soumis, patient, discipliné», qui lutte avec courage contre d'invisibles ennemis, tels les gaz irrespirables.».
Le Musée de l'Homme conserve de nombreuses photographies d'Indiens prises lors de ses voyages.
Certaines de ses articles concernant l'industrie sont illustrés par des gravures inspirées de l'œuvre du peintre et graveur Ignace-François Bonhommé.

## Œuvres
On lui doit de nombreux articles dans la Revue des Deux-Mondes, dans Le Tour du monde et dans le Bulletin de la Société de Géographie qui font de lui un des plus grands spécialistes des questions indiennes et de la colonisation américaine au XIXe siècle. Et les ouvrages suivants :
- Les Richesses naturelles de l'île de Madagascar, 1862
- La Richesse minérale de la France, 1865
- L'Étrurie et les Étrusques, souvenirs de voyage, 1866
- La vie souterraine : ou les mines et les mineurs, 1867[3]
- Les pays lointains. Notes de voyages (Californie, Aden, Maurice, Madagascar), 1867
- Les cités ouvrières de mineurs, 1867
- La Toscane et la mer Thyrrhénienne, études et explorations, 1868
- Les merveilles du monde souterrain, Hachette, coll. « La Bibliothèque des merveilles », 1868
- Le Grand Ouest des États-Unis, Charpentier, 1869
- Les pierres, esquisses minéralogiques, Hachette, 1869
- Histoire de la terre. Origine et métamorphoses du globe, Hetzel, 1873
- A travers les États-Unis, de l'Atlantique au Pacifique, 1875
- Le monde américain, souvenirs de mes voyages aux États-Unis, 1876
- L'or et l'argent, Hachette, coll. « La Bibliothèque des merveilles », 1877
- Les grands ports de commerce de la France, 1878
- La route de l'or. Un Français au Far-West, 1859-1868, Phébus, 1993 (ouvrage construit à partir des articles qu'il a publiés dans la revue Le Tour du monde).